# Flugplatz Fano

i7
i11
i13
Der Flugplatz Fano (it.: Aeroporto di Fano “Enzo Omiccioli”, ICAO-Code: LIDF) befindet sich in der mittelitalienischen Region Marken, zwei Kilometer südöstlich der Stadt Fano.

## Lage und Anbindung
Der Flugplatz liegt nahe der Adria-Küste zwischen der Adria-Autobahn A14 im Westen und der unmittelbar an der Küste verlaufenden Strada Statale 16 Adriatica im Osten. Der Flugplatz ist über die SS16 und die Via Papiria sowie über verschiedene von der SS16 abzweigende Nebenstraßen zu erreichen. Fano liegt an der Bahnstrecke Bologna–Ancona sowie zwischen den internationalen Flughäfen von Rimini und Ancona.

## Infrastruktur und Nutzung
Der Flugplatz hat eine 1350 Meter lange Graspiste (05/23). Im Südwesten befindet sich ein asphaltiertes Vorfeld mit kleineren Abfertigungsanlagen und Wartungshallen. Kurze asphaltierte Taxiways verbinden das Vorfeld mit der Graspiste und einem Helipad. Auf dem Flugplatz, der hauptsächlich der Allgemeinen Luftfahrt dient, sind ein Aeroclub und verschiedene Flugschulen sowie ein Modellfliegerclub ansässig.

## Geschichte
Der Flugplatz wurde am 20. Juli 1930 als Militärflugplatz eröffnet. Nach weiteren Ausbauarbeiten wurde hier eine militärische Flugschule eingerichtet. Im Zweiten Weltkrieg verursachten die Kämpfe um die Gotenlinie schwere Schäden. Die abziehenden Einheiten der deutschen Wehrmacht machten den Flugplatz gänzlich unbrauchbar, weswegen er von den nachrückenden Alliierten provisorisch wieder aufgebaut werden musste.
Der Flugplatz blieb bis 1952 verwaist, dann erhielt der örtliche Aeroclub eine Genehmigung für den Wiederaufbau und den Betrieb. Bald plante man eine kommerzielle Nutzung, aber die Nähe der Verkehrsflughäfen von Rimini und Ancona sowie die begrenzten Möglichkeiten für eine Verlängerung der Piste führten dazu, dass man von diesen Projekten wieder Abstand nahm. In den 1990er Jahren wurden die bestehenden Anlagen modernisiert.
In den letzten Jahren gab es einerseits Vorschläge, den Flugplatz aus Kostengründen zu einem einfachen Flugfeld (Aviosuperficie) herabzustufen und weite Teile des Geländes in einen Stadtpark umzuwandeln, andererseits versuchte man auch, die bestehende Piste zu asphaltieren.
Der Flugplatz ist nach dem aus Fano stammenden Militärpiloten und Unteroffizier Enzo Omiccioli benannt, der 1941 in Afrika fiel.